# Anomala octiescostata
Anomala octiescostata är en skalbaggsart som beskrevs av Hermann Burmeister 1844. Anomala octiescostata ingår i släktet Anomala och familjen Rutelidae. Inga underarter finns listade i Catalogue of Life.